# Mura di York
Le mura di York erano una cinta muraria eretta a partire dall'epoca romana a protezione della città inglese di York. Attualmente buona parte delle mura originarie è ancora visibile in città e non a caso York è la città inglese col maggior numero di miglia di mura ancora in piedi dall'epoca medievale. Esse sono conosciute anche come Bar Walls e vennero costruite a partire dall'epoca dei romani (anche se ben poco rimane di quel periodo o comunque tali strutture sono state nel tempo alterate).

## Storia

### Mura romane
Le originarie mura della città di York vennero costruite attorno al 71 a.C. quando i romani eressero un forte (castrum) che occupava 21.5 ettari di terreno presso le rive del fiume Ouse. Il rettangolo delle mura venne costruito come parte delle difese del forte. Le parti di queste mura ancora visibili sono oggi:
- una parte del lato ovest, tra cui la Multangular Tower nei Museum Gardens
- la parte nord-ovest e nord est tra Bootham Bar e Monk Bar
- un'ulteriore parte tra Monk Bar e la Merchant Taylors' Hall.

Il resto delle mura romane andava attraversava la via principalis della fortezza dove oggi si trova King's Square. Il lato sud è oggi costituito dal quartiere di Feasegate, e da qui le mura proseguivano a nordovest. Il punto delle mura qui coincideva con la via praetoria ed è oggi indicato con una placca in St Helen's Square presso Mansion House.

#### La "Multangular Tower"

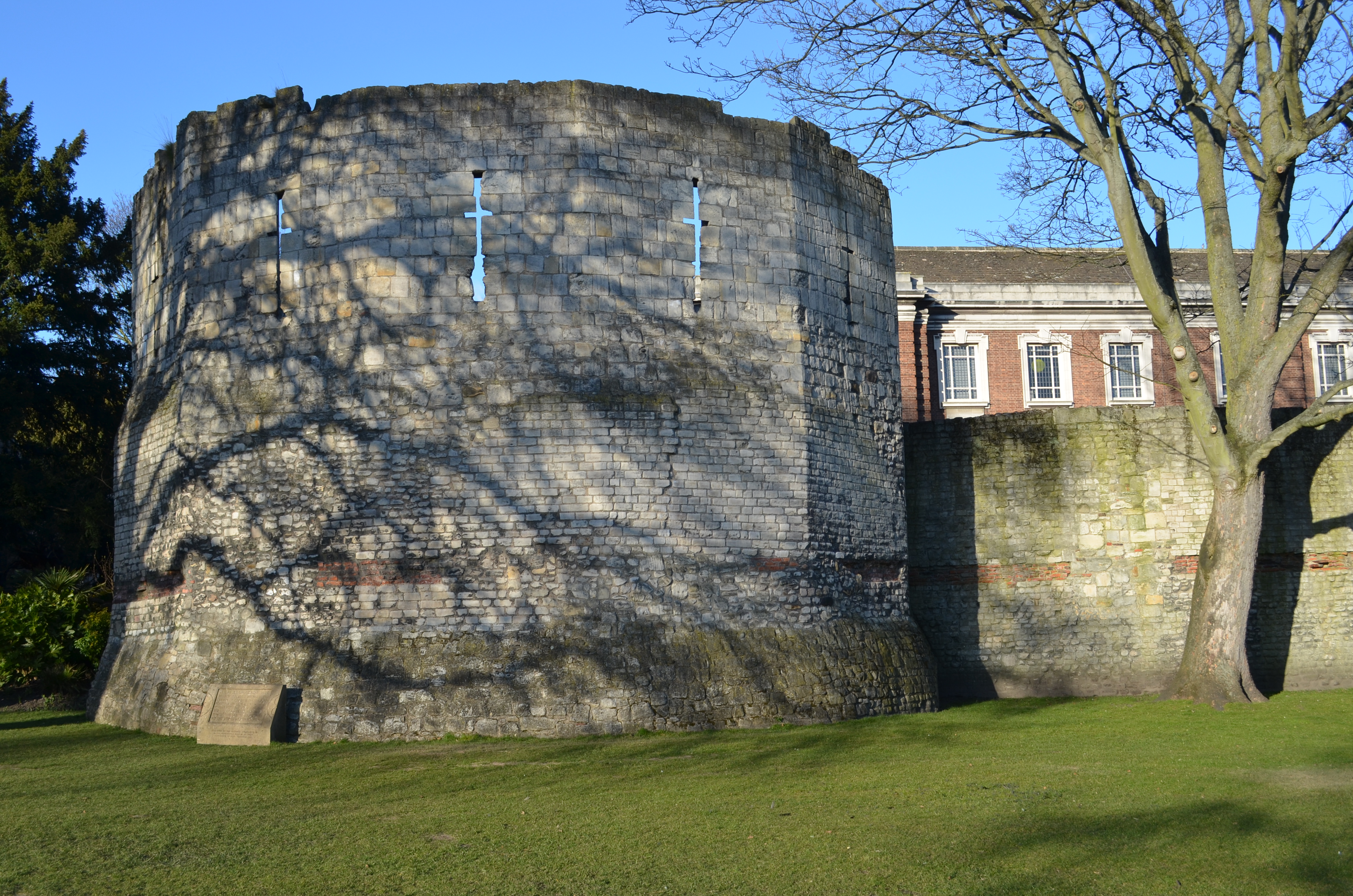
Le mura cittadine e la "Multangular Tower" al numero 8 di St Leonards Place

La Multangular Tower nei Museum Gardens è la parte più importante di ciò che resta delle mura romane della città di York. Venne costruita come parte di una serie di otto torri difensive di simile struttura che vennero costruite certamente per ordine di Settimio Severo; ad ogni modo la Multangular Tower così come la vediamo oggi è probabilmente un'aggiunta postuma dell'epoca di Costantino I attorno al 310–320 d.C. Ha dieci lati ed una base con quattordici lati disegnata sulla base di un cerchio interno. I quattro lati interni sono andati ad oggi perduti per consentire un più agevole accesso alla parte interna della torre.
L'altezza della struttura è di 9,1 metri, con un diametro di 14,8 metri alla base e 14 metri alla cima. La lunghezza di ciascun lato varia da 2,3 metri a 3,4 metri. La torre si proietta in fuori rispetto alle mura per 11,20 metri. La base e le fondamenta sono realizzate in concio, mentre la parte superiore è stata rifatta in calcare. All'altezza di 4,6 metri, lo spessore delle mura si riduce da 1.5 metri a 0,99 metri e vi si trovano delle feritoie.

### Dopo i romani

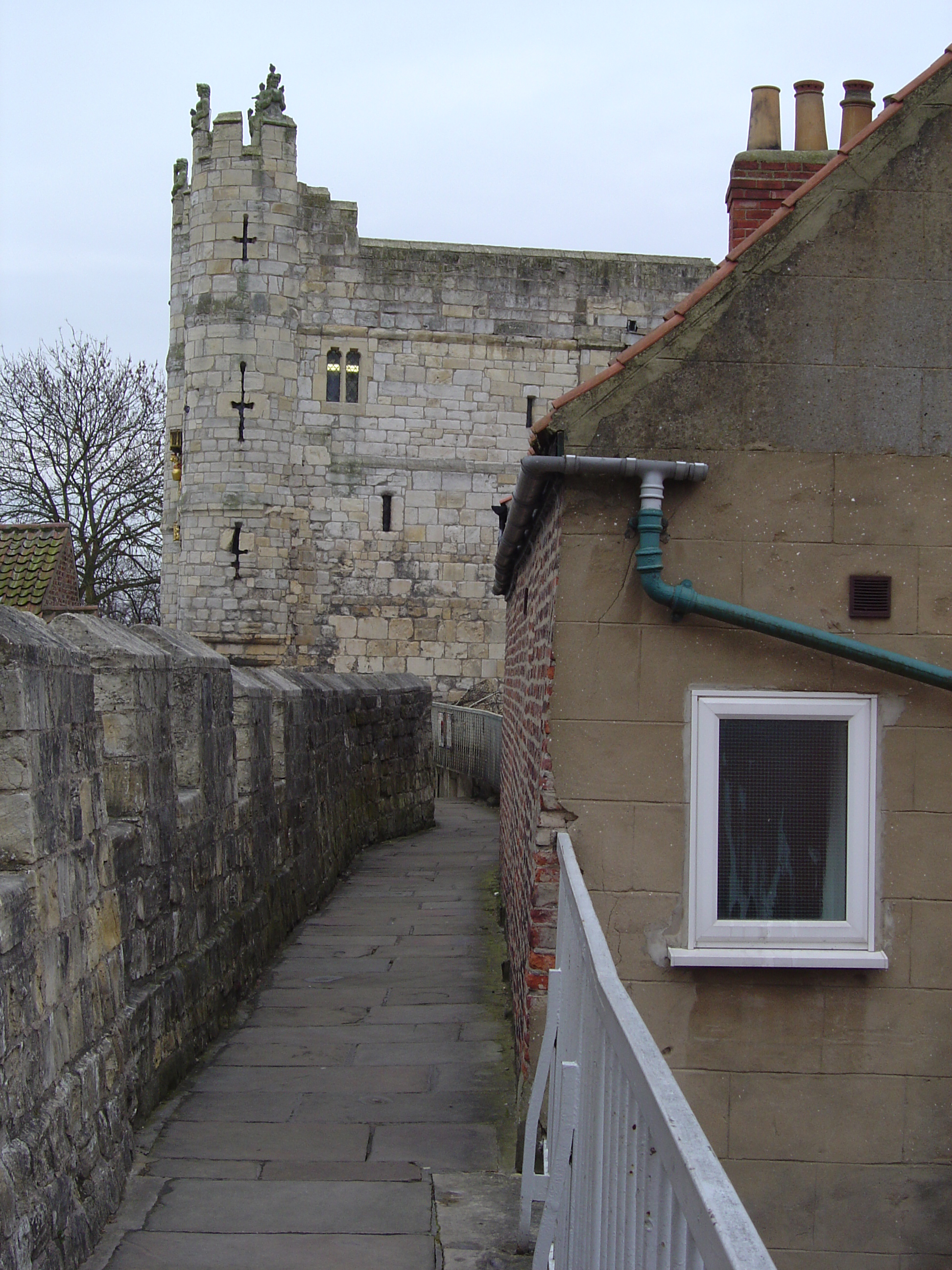
Il camminamento presso il Monk Bar.

I danesi occuparono la città nell'867. Allora le difese costruite dai romani avevano bisogno di ampie riparazioni ed i vichinghi decisero di demolire tutte le torri della città ad eccezione della Multangular Tower, restaurando le mura nel complesso.
La maggior parte delle mura rimanenti, che comprendono al loro interno la città medievale, sono datate al XII - XIV secolo, con alcune ricostruzioni condotte nel XIX secolo. Dal lato est delle mura romane, le mura medievali si estendono sino al ponte di Layerthorpe. Dopo il ponte si trovava la King's Fishpool, una palude creata dai normanni con una diga sul fiume Foss per creare un'ulteriore difesa per la città e pertanto in quest'area non vennero mai costruite delle mura.
Le mura riprendono oggi poco più in là, dove il canale Foss viene canalizzato e dove si trova la Red Tower, una struttura in mattoni rossi che è stata pesantemente restaurata negli anni. Esse riprendono poi a sud ed a ovest verso l'area di Walmgate, terminando in un'altra torre (Fishergate Postern), presso il Castello di York, circondato a sua volta un tempo da mura e da un fossato.
Una piccola porzione di mura si trova sul lato ovest di Tower Gardens e termina alla Davy Tower, un'altra torre in mattoni di fianco al fiume Ouse.
Oltre l'Ouse, le mura riprendono a Skeldergate, attraversando Baile Hill, girano a destra e procedono in direzione nord-ovest in parallelo alla Inner Ring Road. Presso la stazione ferroviaria, svoltano in direzione nord-est, terminando alla Barker Tower sull'Ouse.
Barker Tower era un tempo collegata da una predella sul fiume in parallelo al Lendal Bridge. Un altro breve tratto di mura si trova all'entrata dei Museum Gardens, con la Multangular Tower e l'originaria linea di mura romane.
Attualmente tutte le mura di York sono state decretate monumento nazionale inglese.

## Porte

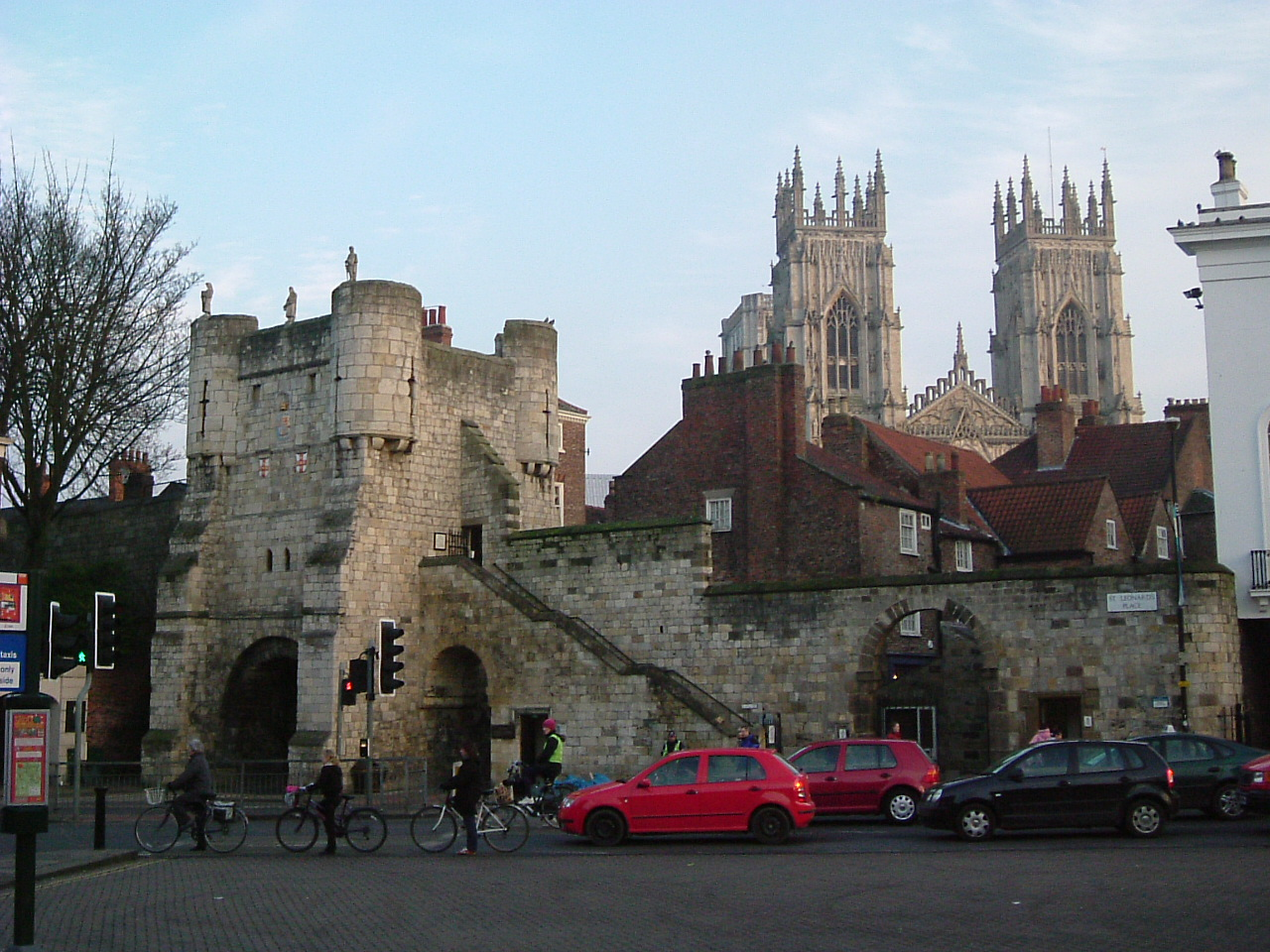
La Bootham Bar all'ombra della York Minster.

Le mura della città di York, come pure in altre importanti città del mondo, sono interrotte da quattro corpi di guardia, dette in inglese bars, (Bootham Bar, Monk Bar, Walmgate Bar e Micklegate Bar). Queste restringevano il passaggio del traffico in epoca medievale così da permettere il pagamento dei pedaggi dovuti come pure garantivano dei passaggi protetti in caso di guerra.

### Bootham Bar
Anche se gran parte della Bootham Bar venne costruita tra XIV e XIX secolo, è la più antica delle porte cittadine di York realizzata in pietra ad essere sopravvissute, in quanto le sue fondamenta risalgono all'XI secolo. Essa sorge sul sito della porta principalis dextra di epoca romana. Nel XII secolo era nota come barram de Bootham, che significava portale delle bancarelle dal momento che nei pressi di questa porta vi erano le bancarelle del mercato. Fu l'ultima delle porte a perdere il suo barbacane, rimosso nel 1835.

### Monk Bar
La Monk Bar è la più alta e la più elaborate delle quattro porte di York e venne costruita all'inizio del XIV secolo. Essa venne progettata come un vero e proprio forte e ciascun piano era in grado di difendersi adeguatamente e separatamente rispetto agli altri. La porta andò a rimpiazzare quella precedente risalente al XII secolo che era nota col nome di Munecagate, posta circa 90 metri a nord-ovest dall'attuale posizione, sul sito della porta decumana romana. Attualmente, la Monk Bar ospita un museo denominato "Richard III Experience at Monk Bar" e conserva ancora la sua saracinesca originaria.

### Walmgate Bar

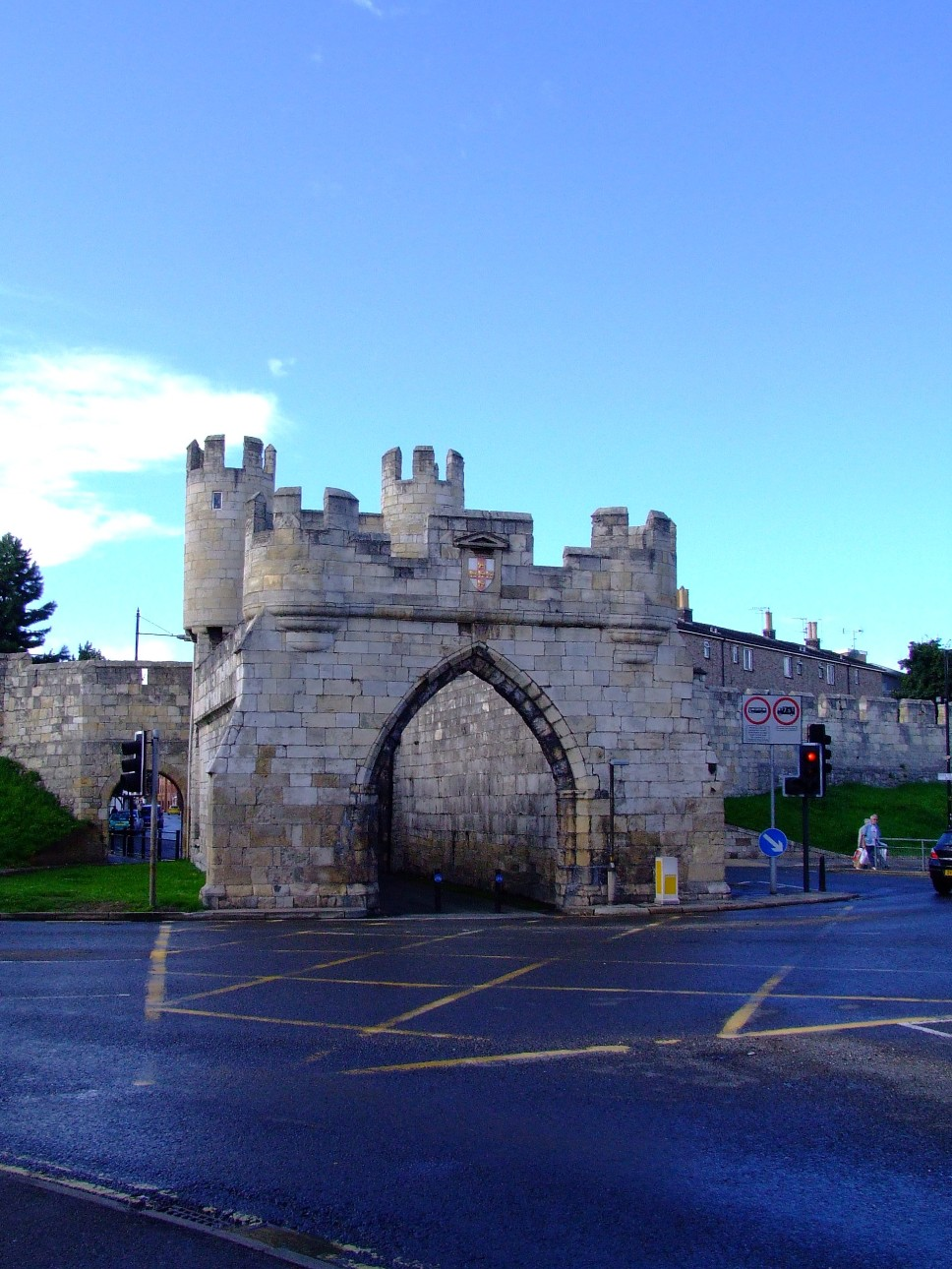
La Walmgate Bar col suo barbacane, vista da fuori le mura

Gran parte della Walmgate Bar venne costruita nel corso del XIV secolo, sebbene il cancello interno sia databile almeno al XII secolo. Originariamente chiamata Walbegate, la parola Walbe probabilmente derivava da un nome personale di origine anglo-scandinava. L'elemento più distintivo di questa porta è senz'altro il suo barbacane che è l'unico sopravvissuto delle porte della città ed in tutta l'Inghilterra. Essa conserva ancora la saracinesca originaria ed un portale in legno di quercia del XV secolo. La parte interna del portale è di stile elisabettiano, con colonne tuscaniche (originariamente romane ma modificate nel 1584). Venne utilizzata come abitazione sino al 1957.
Il portale è stato più volte restaurato nel corso dei secoli con interventi significativi nel 1648, dopo l'Assedio di York del 1644 nel corso della Guerra civile inglese quando la struttura venne bombardata dai cannoni dei parlamentari, e nuovamente nel 1840 dopo anni di abbandono e trascuratezza. Venne danneggiata anche nel 1489 quando, assieme alla Fishergate Bar, venne incendiato dai ribelli in rivolta contro l'eccessiva tassazione del regno.

### Micklegate Bar

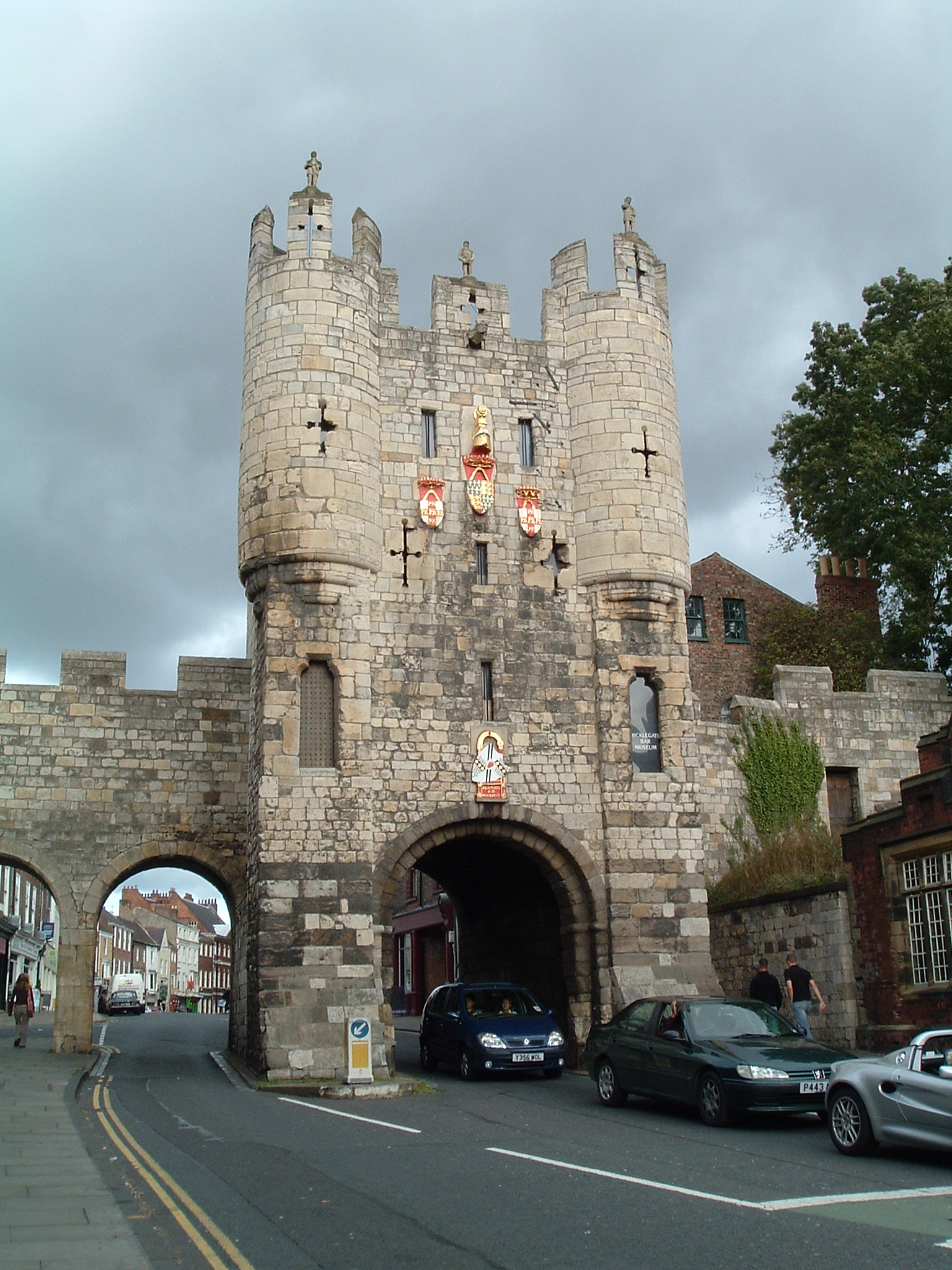
L'entrata sud di York, la Micklegate Bar.

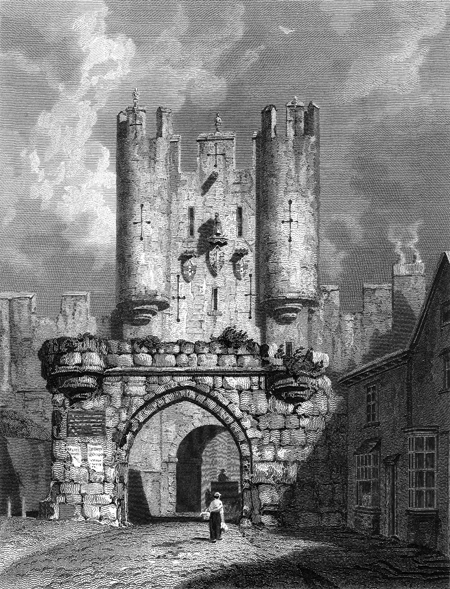
Disegno della Micklegate Bar che mostra il suo barbacane in rovina ma ancora nella sua posizione originaria. Questo schizzo venne realizzato da S. Noble derivandolo da un disegno di William Westall da inserire nel suo The Architectural Antiquities of Great Britain, Vol IV pubblicato il 1º febbraio 1814.

Il nome della quarta porta di York deriva dall'antico norico 'mykla gata' che significava "grande strada", e che portava appunto a Micklegate. Essa era il cancello tradizionale per gli ingressi cerimoniali dei monarchi durante le loro entrate in città a partire da Riccardo II nel 1389 per la bellezza delle sue decorazioni e per la raffinatezza della struttura.
L'attuale struttura risalente al XIV secolo, andò a rimpiazzarne una precedente risalente al XII secolo.
Qui era il luogo dove inoltre venivano esposte le teste dei traditori; tra le più famose ricordiamo quelle di: Henry Hotspur Percy (1403), Henry Scrope, III barone Scrope di Masham (1415), Riccardo Plantageneto, III duca di York (1461) e Thomas Percy, VII conte di Northumberland (1572).
Il piano superiore ospita oggi un museo noto col nome di "Henry VII Experience at Micklegate Bar".

## Porte minori
Oltre ai quattro corpi di guardia maggiori vi erano altre due porte di accesso alla città, più piccole.

### Fishergate Bar
Datata al 1315 circa, questa piccola porta venne documentata col nome di Barram Fishergate. Murata nel corso delle rivolte del 1489, venne riaperta nel 1827 ed attualmente si qualifica come un accesso pedonale dall'area di Fishergate (attuali Fawcett Street/Paragon Street) e George Street.

### Victoria Bar
Come suggerisce il nome, questa porta d'accesso è stata pesantemente alterata nel corso del XIX secolo. Venne riaperta nel 1838 per permettere un accesso diretto alla città da Nunnery Lane e Bishophill. Durante la riapertura della struttura, ad ogni modo, vennero trovate le fondamenta di un cancello più antico risalente al XII secolo.